# Hedensted (plaats)
Hedensted is een plaats en gemeente in Denemarken.

## Voormalige gemeente
De oppervlakte bedroeg 137,36 km². De gemeente telde 16.877 inwoners waarvan 8533 mannen en 8344 vrouwen (cijfers 2005).
De gemeente is per 1 januari 2007 opgegaan in de nieuwe gemeente Hedensted.

## Plaats
De plaats Hedensted telt 10.486 inwoners (2007) en ligt in het midden van de gemeente.
- Nationale Bibliotheek van Israël: 987007567384805171
- Virtual International Authority File: 3258149368836285980009